# 제8인적자원지원소
제8인적자원지원소(8th Human Resources Sustainment Center)는 제8전구지원사령부 특수병력대대 휘하의 인적자원관리 부대이다.

## 역사

### 제8인사사령부
제8군에 인사 담당 부서인 G1이 1982년 1월 15일에 신설되었다. G1 부서는 별도의 사령부로 취급되었다. 이후 부대로 분리되어 대한민국 서울특별시 용산구 용산기지에서 임시사령부로서 1987년 10월 16일에 창설되었다. 같은 날에 창설된 본부 및 본부중대, 제199, 516인사근무중대, 제1보충정규화분견대, 주한 우정단 본부와 제1, 10, 19, 66, 81, 117군무국장분견대 (우정)으로 구성되었다. 제1군무분견대 (우정)은 얼마 지나지 않아, 대한민국 육군의 KATUSA와 관련하여 인사 관리 효율화과 캠프 험프리스에 있는 KATUSA 접견/훈련소의 감독을 위해 ROKA 협조국으로 재조직화되었다.
인사사령부를 설립하고 조정한 결과로, 대한민국에서의 전구군인사사령부(Theater Army Personnel Command) 교리가 이행되어 평시, 전시 동원에 의한 혼란을 최소화할 수 있게 되었다.
1955년 8월 16일, 제516인사근무중대가 대대로 커졌다.
계속해서 우편운영, 인사관리 임무를 수행하다가 2005년에 창설된 제8전구지원사령부로 임무가 이전되고 6월 15일에 나이트 필드에서 해산하였다.

### 제8인적자원지원소
2006년 9월 30일에 제8전구지원사령부 예하 제8인사소로서 하와이주 포트 샤프터에서 재소집되었다. 이후, 제8인적자원근무소, 제8인적자원지원소로 개명되었다.
2017년 7월 13일부터 2018년 4월 13일까지 제8인적자원지원소의 장병 47명이 콰타르, 쿠웨이트, 이라크, 아프가니스탄으로 9개월 간의 네번째 배치를 마치고 귀환하였다.

## 구조

### 현재
- 본부 및 본부중대
- A분견대
- B분견대
- C분견대

### 제8인사사령부

#### 최초~개편 이전
- 제1보충정규화분견대 (1st Replacement Regulating Detachment)
- 제1군무국장분견대 (10th Adjutant General Detachment)
- 제199인사근무중대
- 제509인사근무중대
- 제516인사근무중대
- 주한 우정단, 본부 (Headquarters, Postal Group-Korea)
  - 제10군무국장분견대 (우편)(10th Adjutant General Detachment (Postal))
  - 제19군무국장분견대 (우편)(19th Adjutant General Detachment (Postal)) - 캠프 코이너
  - 제66군무국장분견대 (우편)(66th Adjutant General Detachment (Postal)) - 캠프 코이너
  - 제81군무국장분견대 (우편)(81th Adjutant General Detachment (Postal)); 1987년 10월 16일 ~ 1988년 9월 15일, 해산[3]
  - 제117군무국장분견대 (우편)(117th Adjutant General Detachment (Postal))
- 제8군악대

#### 마지막
- 대한민국 육군 협조국(ROKA Affairs Directorate); 옛 제1군무국장분견대
- 제509인사근무대대(509th Personnel Services Battalion) (2개 분견대)[4]
  - 2개(A, B) 분견대
  - 제19군무국장중대 (우편) - 캠프 코이너
    - 제1소대 - 용산
    - 제2소대 - 캠프 레드 클라우드
    - 제3소대 - 캠프 케이시
- 제516인사근무대대(516th Personnel Service Battalion); 1987년 10월 16 ~ 2005년[5][6]
  - 3개(A~C) 분견대
  - 제66군무국장중대 (우편) - 캠프 코이너
    - 제1소대 - 김포공항
    - 제2소대 - 캠프 험프리스
    - 제3소대 - 캠프 헨리
    - 우정근무소 - 일본 혼슈
- 제1보충중대(1st Replacement Company)

## 기록

### 소속
1. 제8군, 1987년;
2. 제8전구지원사령부 특수병력대대, 2006년;

### 계보
- 1987년 10월 16일, 8th Personnel Command (8th PERSCOM)→제8인사사령부
- 2006년 9월 30일, 8th Personnel Center→제8인사소
- 200?년, 8th Human Resources Service Center (8th HRSC)→제8인적자원근무소
- 200?년, 8th Human Resources Sustainment Center (8th HRSC)→제8인적자원지원소

### 스트리머
| 스트리머 | 명칭              | 내역                                      | 출처 |
| -------- | ----------------- | ----------------------------------------- | ---- |
|          | 육군 공로부대표창 | 서남아시아 (이라크 전쟁), 2007년 ~ 2008년 |      |

## 같이 보기
- 제1인사사령부

## 참고

### 인용
1. ↑  “8th HRSC deploys in support of Operation Enduring Freedom” (영어). United States Army Public Affairs. 2017년 6월 26일. 2019년 12월 1일에 확인함.
2. ↑  Maj. Lindsey Elder (2018년 4월 13일). “8th HRSC deploys in support of Operation Enduring Freedom” (영어). United States Army Public Affairs. 8th Theater Sustainment Command Public Affairs. 2019년 12월 1일에 확인함.
3. ↑  “81st Adjutant General Detachment”. 《history.army.mil》 (영어). 미국 육군 역사관. 2017년 10월 24일에 확인함.
4. ↑  “509th Personnel Services Battalion”. 《globalsecurity.org》 (영어). 2017년 1월 23일에 확인함.
5. ↑  “516th Personnel Services Battalion”. 《history.army.mil》 (영어). 미국 육군 역사관. 2017년 1월 26일에 원본 문서에서 보존된 문서. 2017년 1월 23일에 확인함.
6. ↑  “516th Personnel Services Battalion”. 《globalsecurity.org》 (영어). 2017년 1월 23일에 확인함.

### 자료
- “8th Personnel Center” (영어). 미국 육군 역사관. 2012년 10월 29일. 2017년 1월 26일에 원본 문서에서 보존된 문서. 2017년 1월 20일에 확인함.
- “8th Personnel Command Organizations and Functions Manual 1992-1994” (PDF) (영어). 2017년 1월 20일에 확인함.
- “8th Personnel Center”. 《globalsecurity.org》 (영어). 2017년 1월 20일에 확인함.